# لاسمیدیتان
لاسمیدیتان (به انگلیسی: Lasmiditan) که با نام تجاری Reyvow فروخته می‌شود، دارویی است که برای درمان میگرن حاد (فعال اما کوتاه مدت) با یا بدون آئورا (یک پدیده حسی یا اختلال بینایی) در بزرگسالان استفاده می‌شود. این دارو برای پیشگیری مفید نیست. شکل مصرفی آن به صورت خوراکی است.
عوارض جانبی رایج شامل خواب آلودگی، سرگیجه، خستگی و بی‌حسی است.
لاسمیدیتان در اکتبر ۲۰۱۹ در ایالات متحده تأیید شد و در فوریه ۲۰۲۰ در دسترس قرار گرفت. این دارو توسط شرکت ایلای لی‌لی اند کامپنی توسعه داده شده‌است. سازمان غذا و داروی ایالات متحده (FDA) آن را یک داروی First-in-class می‌داند.